# Arsos (dystrykt Limassol)
Arsos (gr. Άρσος) – wieś w Republice Cypryjskiej, w dystrykcie Limassol. W 2011 roku liczyła 202 mieszkańców.